# Saint-Brice (Senna e Marna)
Saint-Brice è un comune francese di 750 abitanti situato nel dipartimento di Senna e Marna nella regione dell'Île-de-France.

## Società

### Evoluzione demografica
Abitanti censiti